# Kateryna Łahno
Kateryna Ołeksandriwna Łahno, ukr. Катерина Олександрівна Лагно (ur. 27 grudnia 1989 we Lwowie) – ukraińska szachistka, reprezentantka Rosji od 2014, posiadaczka męskiego tytułu arcymistrza od 2007 roku.

## Kariera szachowa
W 1999 r. zdobyła w Oropesa del Mar tytuł mistrzyni świata juniorek do lat 10. Trzy lata później, w wieku 12 lat, 4 miesięcy i 2 dni została najmłodszą w historii arcymistrzynią szachową. W 2003 uzyskała pierwszą normę niezbędną do uzyskania tytułu męskiego arcymistrza. Drugą normę uzyskała w roku 2005 na mistrzostwach Europy kobiet w Kiszyniowie, na których zdobyła złoty medal. W 2006 r. zwyciężyła również w bardzo silnie obsadzonym turnieju North Urals Cup w Krasnoturjinsku. Pod koniec roku spotkała się w Nowym Delhi z najmłodszym ówczesnym arcymistrzem świata Parimarjanem Negim, którego pokonała w trzech meczach rozegranych tempem klasycznym (3½ – 2½), szybkim (4 – 2) i błyskawicznym (3½ – 2½). W 2008 r. w Płowdiwie zdobyła drugi w karierze złoty medal indywidualnych mistrzostw Europy. W 2010 r. zdobyła w Moskwie tytuł mistrzyni świata w szachach błyskawicznych, natomiast w 2014 r. w Chanty-Mansyjsku – tytuł mistrzyni świata w szachach szybkich.
Wielokrotnie reprezentowała Ukrainę i Rosję w rozgrywkach drużynowych, m.in.:
- sześciokrotnie na olimpiadach szachowych (w latach 2004, 2006, 2008, 2010, 2012, 2014); sześciokrotna medalistka: wspólnie z drużyną – dwukrotnie złota (2006, 2014), srebrna (2008) i brązowa (2012) oraz indywidualnie – srebrna (2006 – na II szachownicy) i brązowa (2012 – na I szachownicy)[8],
- dwukrotnie na drużynowych mistrzostwach świata (w latach 2007, 2013); trzykrotna medalistka: wspólnie z drużyną – złota (2013) i brązowa (2007) oraz indywidualnie – srebrna (2013 – na I szachownicy)[9],
- pięciokrotnie na drużynowych mistrzostwach Europy (w latach 2005, 2007, 2009, 2011, 2013); sześciokrotna medalistka: wspólnie z drużyną – złota (2013) i brązowa (2009) oraz indywidualnie – srebrna (2011 – na I szachownicy) i trzykrotnie brązowa (2005 – na II szachownicy, 2009 – na I szachownicy, 2013 – na I szachownicy)[10],
- dwukrotnie na olimpiadach szachowych juniorów do 16 lat (w latach 2000, 2002); medalistka: wspólnie z drużyną – srebrna (2002)[11][12],
- na drużynowych mistrzostwach Europy juniorów do 18 lat (w roku 2001); medalistka: wspólnie z drużyną – złota (2001)[13].

Najwyższy ranking w dotychczasowej karierze osiągnęła 1 stycznia 2012 r., z wynikiem 2557 punktów zajmowała wówczas 5. miejsce na światowej liście FIDE, jednocześnie zajmując 1. miejsce wśród ukraińskich szachistek.

## Życie prywatne
W lutym 2009 r. wyszła za mąż za francuskiego arcymistrza, Roberta Fontaine'a.